# Johann Smitka

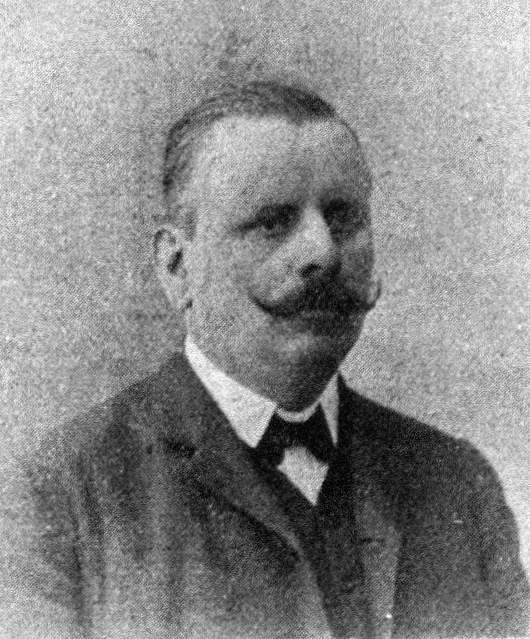
Johann Smitka

Johann Smitka (* 9. Jänner 1863 in Wien; † 24. März 1944 ebenda) war ein österreichischer Politiker (SDAP).
Johann Smitka absolvierte nach der Volksschule eine Schneiderlehre. Er wurde Rechnungsführer der genossenschaftlichen Krankenkasse der Kleidermacher in Wien. Smitka war Mitglied des Arbeitsbeirates im Handelsministerium, Vorsitzender der Österreichischen Gewerbekommission und Gehilfenobmann der Schneider Österreichs.
Von 1907 bis 1918 war er Reichsratsabgeordneter, 1918/19 Mitglied der Provisorischen Nationalversammlung, 1919/20 Mitglied der Konstituierenden Nationalversammlung und von 1920 bis 1930 Abgeordneter zum Nationalrat.